# Lucien Chopard
Lucien Maurice Chopard (Parigi, 30 agosto 1885 – Parigi, 16 novembre 1971) è stato un entomologo francese.
Lucien Maurice Chopard è stato un entomologo francese, nato il 30 agosto 1885 a Parigi III e morto il 16 novembre 1971 a Parigi XIV1.
Ha ottenuto un dottorato in scienze nel 1920 presso la faculté des sciences de Paris con una tesi intitolata Recherches sur la conformation et le développement des derniers segments abdominaux chez les orthoptères. Dopo essere stato nominato corrispondente del Museo nazionale di storia naturale di Francia nel 1919, entrò in questa istituzione nel 1931 nel laboratorio di entomologia e fu messo a capo del vivarium. Divenne assistente del direttore nel 1936, poi professore nel 1951 prima di andare in pensione nel 1955. Chopard era uno specialista di ortotteri. Ha studiato le Mantidae riportate da Charles Alluaud (1861-1949) e René Gabriel Jeannel (1879-1965) dal loro viaggio in Africa orientale (1911-1912).
Divenne membro della Société entomologique de France nel 1901, che lo onorò nominandolo segretario generale onorario nel 1950. Ha tradotto dall'inglese la Physiologie des insectes di Vincent Brian Wigglesworth (1899-1994) (Dunond, Parigi, 1959). Nel 1931, divenne presidente della Société zoologique de France. 

## Opere
Elenco parziale delle pubblicazioni:
- 1922: Faune de France. 3, Orthoptères et dermaptères (Paul Lechevalier, Paris).
- 1929: « Note sur les orthoptères cavernicoles du Tonkin », Bulletin de la Société zoologique de France, LIV : 424-438.
- 1938: La biologie des orthoptères (Paul Lechevalier, Paris).
- 1942: con Jacques Berlioz (1891-1975), Léon Bertin (1896-1954) et P. Laurent, Les Migrations animales (Gallimard, Paris, coll. «L'avenir de la science»).
- 1943: Orthoptéroïdes de l'Afrique du Nord (Larose, Paris).
- 1945: La Vie des sauterelles (Gallimard, Paris).
- 1947: Atlas des aptérygotes et orthoptéroïdes de France (Boubée, Paris).
- 1948: Atlas des libellules de France, Belgique, Suisse (Boubée, Paris).
- 1949: Le Mimétisme, les colorations animales, dissimulation des formes et déguisements, ressemblances mimétiques (Payot, Paris).
- 1951: Faune de France. 56, Orthoptéroïdes (Paul Lechevalier, Paris).
- 1967: Orthopterorum catalogus. Pars 10, Grillides : fam. Gryllidae, subfam. Gryllinae (W. Junk, s'-Gravenhage).

| Chopard è l'abbreviazione standard utilizzata per le specie animali descritte da Lucien Chopard. Categoria:Taxa classificati da Lucien Chopard |